# Limsjön, Bohuslän
Limsjön är en sjö i Uddevalla kommun i Bohuslän och ingår i Bäveåns huvudavrinningsområde. Sjön är 10,5 meter djup, har en yta på 0,009 kvadratkilometer och befinner sig 130 meter över havet.